# Терешкино (Красноярский край)
Терешкино — упразднённый в 2018 году посёлок в Ермаковском районе Красноярского края Российской Федерации.

## География
Располагался на берегах реки Терешкина, вблизи места впадения её в реку Ус. Абсолютная высота — 627 метров над уровнем моря.

## История
Основан в 1911 году. В 1926 году на хуторе Терешкина имелось 5 хозяйств и проживало 40 человек (18 мужчин и 22 женщины). В национальном составе населения того периода преобладали русские. В административном отношении являлось центром Верхне-Усинского сельсовета Усинского района Минусинского округа Сибирского края.
Официально упразднён в 2018 году.

## Население
| 2010 |
| ---- |
| 0    |